# Верхоянский хребет
Верхоя́нский хребе́т (Верхоянская горная система) — горная цепь в Якутии, расположенная на границе Евразийской и Северо-Американской литосферных плит. Длина около 1200 км (от дельты Лены до реки Томпо). Ширина от 100 до 250 км. Высота горных вершин превышает 2000 м.

## Описание

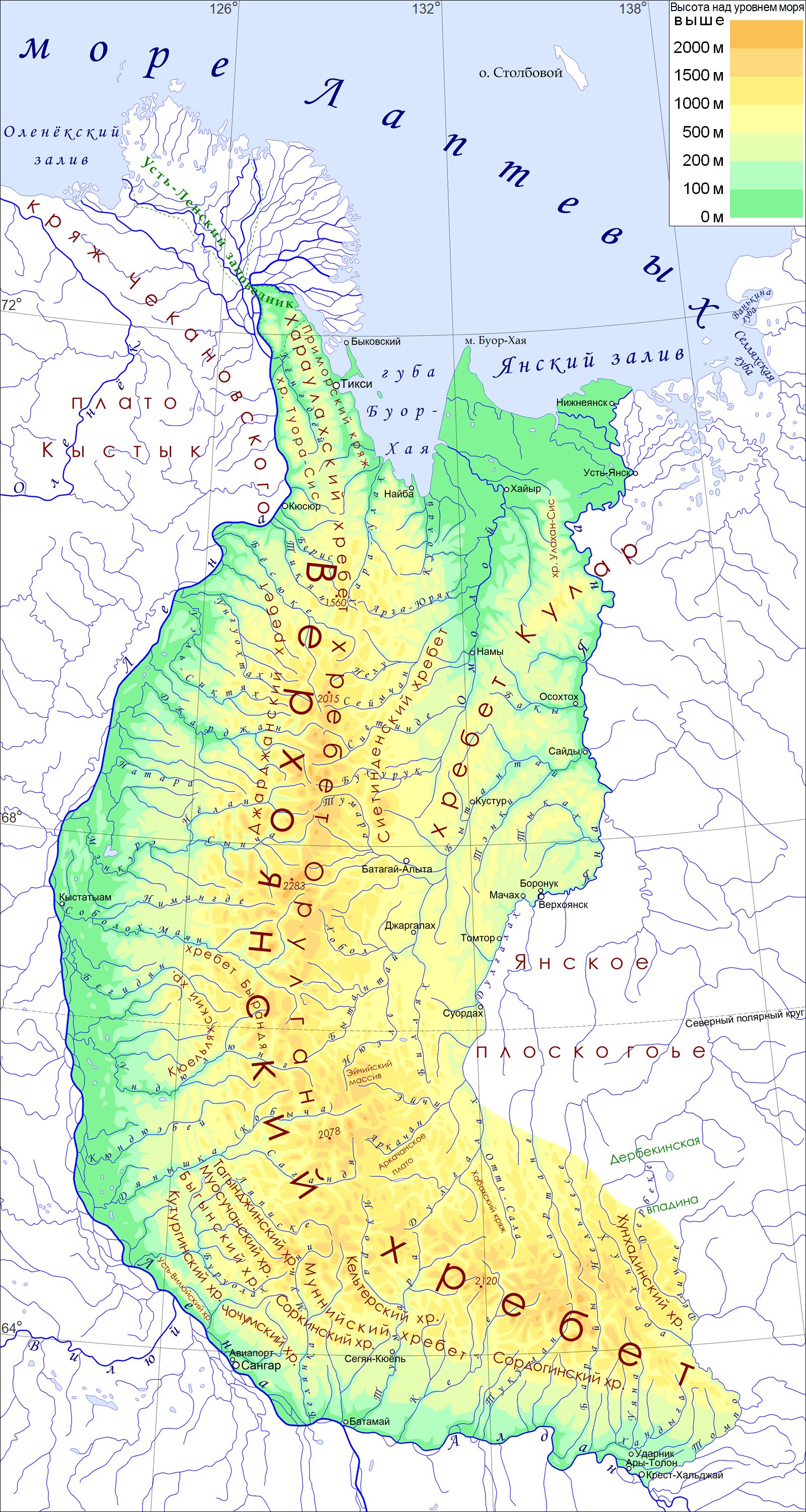
Верхоянский хребет

Верхоянский хребет  состоит из десятков хребтов со среднегорным (хребты Джарджанский, Орулган) и низкогорным (хребты Кулар и Хараулах) рельефом. Гребень хребта пересекают глубокие ущелья рек бассейна Лены.
Является водоразделом бассейнов Лены и Алдана с западной стороны хребта и Омолоя, Яны и Индигирки с восточной.
На Верхоянском хребте берут начало реки: Менкере, Соболох-Маян, Ундюлюнг, Дянышка, Томпо, Бытантай, Дулгалах, Сартанг, Нельсере и др.
Высшая точка Верхоянского хребта, расположенная в горной системе хребта Орулган, — безымянная отметка 2409 м. Она находится примерно в 125 км от села Батагай-Алыта, вверх по долине реки Улахан-Саккырыр и её притоку Тара-Сала (лист Q-52-III,IV).

## Геология
Горные породы, составляющие хребет:
- алевролиты;
- песчаники;
- сланцы;
- известняки;
- встречаются месторождения золота и оловянных руд.

Большое распространение имеет многолетняя мерзлота.

## Флора
На высотах до 800—1200 метров над уровнем моря характерны лиственничные редколесья. Выше встречаются кустарниковая ольха и кедровый стланик. Ещё выше располагается горная тундра.